# Marquesado del Pedroso de Lara
El marquesado del Pedroso de Lara es un título nobiliario español creado el 7 de octubre de 1994, por el rey Juan Carlos I de España, a favor de José Manuel Lara Hernández (1914-2003), editor y fundador de la Editorial Planeta.

## Denominación
La denominación de la dignidad nobiliaria refiere a la localidad de nacimiento de El Pedroso, en la provincia de Sevilla, del primer marqués, y al apellido paterno, por lo que fue universalmente conocida la persona a la que se le otorgó dicha merced nobiliaria.

## Carta de Otorgamiento
El título se le concedió por: 

«Los relevantes servicios prestados a la cultura por don José Manuel Lara Hernández, a través de sus actividades de edición y divulgación del libro, que han contribuido a difundir los conocimientos culturales en nuestro país y en el extranjero, merecen ser destacados especialmente, por lo que, queriendo demostrarle Mi Real aprecio (...)»
Real Decreto 2009/1994, de 7 de octubre. Publicado en el BOE el 8 de octubre de 1994.

## Marqueses del Pedroso de Lara
|                            | Titular                    | Periodo                    |
| Creación por Juan Carlos I | Creación por Juan Carlos I | Creación por Juan Carlos I |
| -------------------------- | -------------------------- | -------------------------- |
| I                          | José Manuel Lara Hernández | 1994-2003                  |
| II                         | José Manuel Lara Bosch     | 2003-2015                  |
| III                        | José Manuel Lara García    | 2015-actual titular        |

## Historia de los marqueses del Pedroso de Lara
- José Manuel Lara Hernández (1914-2003), I marqués del Pedroso de Lara, hijo del médico Fernando Lara Calero y de su esposa Inés Hernández.

1. Casó con María Teresa Bosch Carbonell, de cuyo matrimonio nacieron dos hijas y dos hijos: María Isabel, Inés, José Manuel (1946-) y Fernando (1957-1995). Falleció por una enfermedad degenerativa en el sistema nervioso.[3] Le sucedió, el 23 de septiembre de 2003, su hijo mayor:

- José Manuel Lara Bosch (1946-2015), II marqués del Pedroso de Lara, presidente del Grupo Planeta y de Atresmedia.

1. Casó con María del Consuelo García Píriz, de cuyo matrimonio nacieron dos hijas y dos hijos: Ángela, José Manuel, Marta y Pablo. Falleció a causa de un cáncer de páncreas.[4] Le sucedió, el 1 de junio de 2015, su hijo mayor:

- José Manuel Lara García (1976-), III marqués del Pedroso de Lara,[5] consejero delegado del Grupo Planeta y de Atresmedia entre 2015 y 2018.